# Perdition City
Albums de Ulver
Themes From William Blake's The Marriage of Heaven and Hell
(1998) Lyckantropen Themes
(2002)
Perdition City est le cinquième album studio du groupe norvégien Ulver.
Succédant à l'album de transition Themes From William Blake's The Marriage of Heaven and Hell, Perdition City paraît peu après Metamorphosis EP qui avait marqué l'entrée définitive du groupe dans la musique électronique et l'abandon de toute instrumentation typée metal, ainsi qu'un changement de logo.
Mariant musique électronique et expérimentale sombre à des rythmiques parfois typées trip hop, des influences jazzy et des passages d'ambient, Perdition City dépeint des paysages urbains nocturnes et presque déserts, parfois proches du film noir. Le sous-titre de l'album, Music to an Interior Film, va en ce sens.
Catalept est un remix de Prelude, issu de la BO du film Psychose.

## Liste des pistes
| No | Titre                                  | Durée |
| -- | -------------------------------------- | ----- |
| 1. | Lost in Moments                        | 7:16  |
| 2. | Porn Piece or the Scars of Cold Kisses | 7:09  |
| 3. | Hallways of Always                     | 6:35  |
| 4. | Tomorrow Never Knows                   | 7:59  |
| 5. | The Future Sound of Music              | 6:39  |
| 6. | We Are the Dead                        | 3:40  |
| 7. | Dead City Centres                      | 7:10  |
| 8. | Catalept                               | 2:05  |
| 9. | Nowhere/Catastrophe                    | 4:48  |